# Paraphlegopteryx kamengensis
Paraphlegopteryx kamengensis är en nattsländeart som beskrevs av Weaver, Iii 1999. Paraphlegopteryx kamengensis ingår i släktet Paraphlegopteryx och familjen kantrörsnattsländor. Inga underarter finns listade i Catalogue of Life.